# Lijst van rangen bij de Nederlandse politie
In 1993 is de Nederlandse politie gereorganiseerd. Hierbij is de politie onderverdeeld in 25 regiokorpsen en het KLPD. De politierangen na deze reorganisatie zijn in onderstaande tabel aangegeven. De oude rang van adjudant is bij deze reorganisatie vervallen.
Bij de vorming van de Nationale Politie per 1 januari 2013 is de rang van eerste hoofdcommissaris toegevoegd. De eerste hoofdcommissaris geeft leiding aan de Nationale Politie.

## Rangen van de nationale politie
De Nederlandse nationale politie kent de volgende rangen:
|                         | in Europa     | in Europa | BES-eilanden                            |
| Rang                    | Schuifpassant | Epaulet   |                                         |
| ----------------------- | ------------- | --------- | --------------------------------------- |
| Eerste hoofdcommissaris |               |           | 4 sterren, 1 tak, zwaarden en één kroon |
| Hoofdcommissaris        |               |           | Eén tak, zwaarden en één kroon          |
| Commissaris             |               |           | Eén tak, één kroon                      |
| Hoofdinspecteur         |               |           | Eén balk, één kroon                     |
| Inspecteur              |               |           | Eén kroon                               |
| Brigadier               |               |           | Eén lauwerkrans                         |
| Hoofdagent              |               |           | Vier galons                             |
| Agent                   |               |           | Drie galons                             |
| Surveillant             |               |           | Twee galons                             |
| Aspirant                |               |           | Eén galon                               |
| Niet executief          |               |           | Politielogo                             |